# Eptesicus pachyotis
Eptesicus pachyotis (Пергач товстовухий) — вид рукокрилих родини Лиликові (Vespertilionidae).

## Поширення
Країни поширення: Бангладеш, Китай, Індія, М'янма, Таїланд. Мешкає у вологих тропічних листяних лісах.

## Загрози та охорона
Загрози для цього виду залишаються невідомими. Цей вид не був записаний з будь-якої з природоохоронних територій.